# مارتي فيلدمان (عسكري)
مارتي فيلدمان (بالإنجليزية: Marty Feldman)‏ هو مدير فني ومدرب رياضي أمريكي، ولد في 12 سبتمبر 1922 في لوس أنجلوس في الولايات المتحدة، وتوفي في 5 ديسمبر 2015 في لوس غاتوس في الولايات المتحدة.